# ロブサン・センゲ
ロブサン・センゲ（Lobsang Sangay、1968年 - ）は、チベット人の法学者（専攻：国際法、立憲民主主義、紛争解決）、政治家。インドのダラムサラに拠点を置く中央チベット行政府（チベット亡命政府）の公選による第2代首相（正式にはシキョン（政治最高指導者））（在任：2011年 - 2021年）。現在、ペンパ・ツェリン内閣（2021年5月27日組閣）の情報・国際関係省（外務省）大臣。

## 来歴

### 生い立ち
1968年にインド・西ベンガル州ダージリン郊外のチベット人亡命社会で生まれた。誕生日は公式書類上では3月10日とされているが、これは1959年のチベット蜂起が発生した日を借りたものであり、正確な誕生日は本人も知らない。このことについて彼は「自分の誕生日すら知らないという事実に、私がどんな人生を送ってきたかが集約されている」と語っている。
ダージリンの中央チベット学校を卒業後、デリー大学で英文学と法律学を学び卒業。1992年、チベット青年会議執行部委員。1996年、アメリカのハーバード大学ハーバード・ロー・スクールに留学し、2004年に法学博士号（Ph.D in Law）を得た。博士論文は『亡命チベット政権の民主主義と歴史（1959〜2004）』。その後、ハーバード大学ロースクールの上級研究員を務めた。

### 亡命政府首相

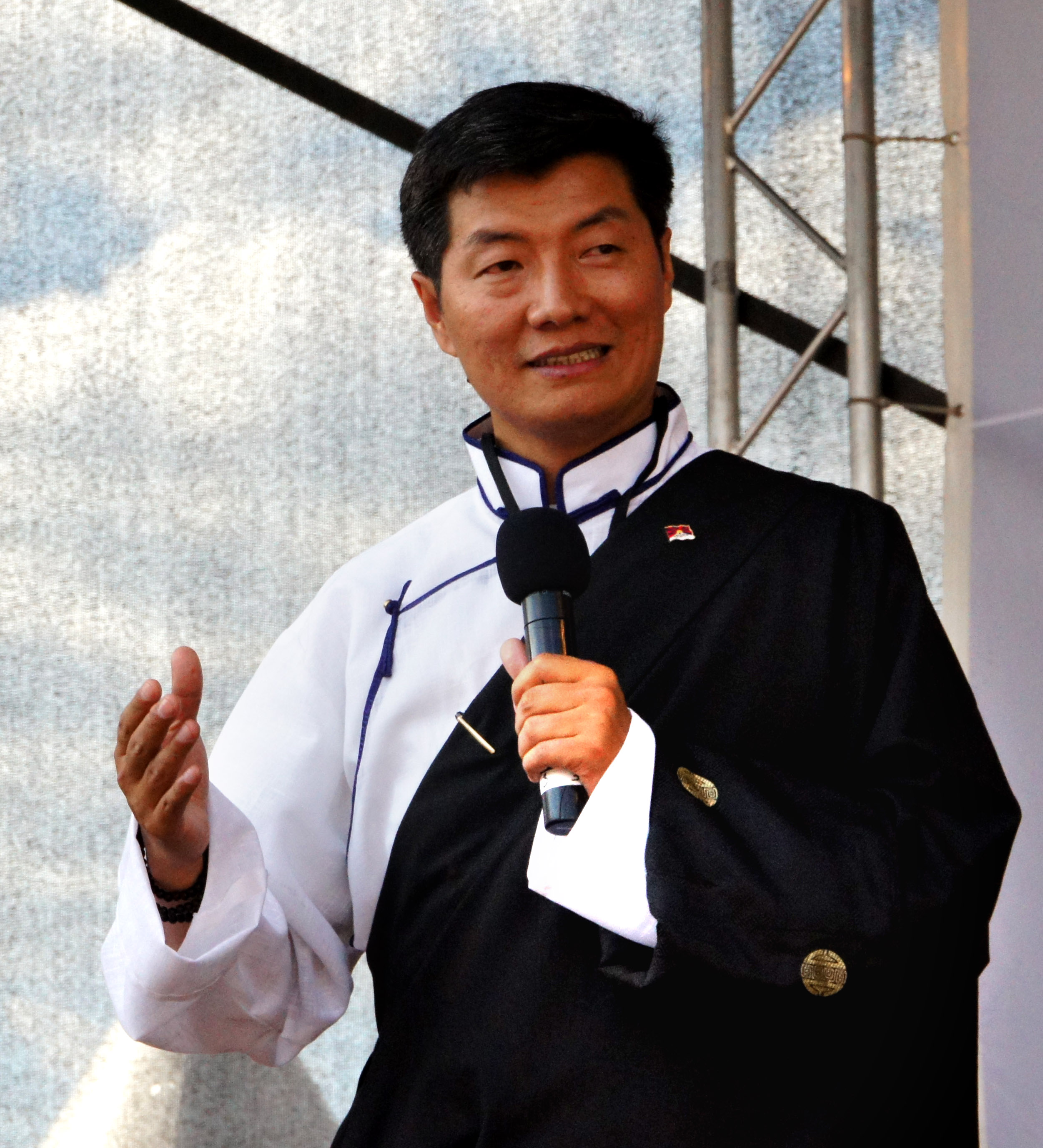
ウィーンで講演するロブサン・センゲ（2012年5月26日）

2011年4月27日に実施されたチベット亡命政府の首相（主席大臣〈カロン・ティパ〉）選挙で、55%（27,051票）を得票して当選した。この選挙の有権者数は83,399人、投票率59%（49,184人）。ただし、ネパールの首都カトマンドゥにおいては、ネパール当局の妨害により投票が実施できなかった。同年8月8日に正式に首相に就任。
ロブサン・センゲはチベット問題の平和的・非暴力的解決を望むダライ・ラマ14世の立場を尊重し、中国憲法の枠組みの中での自治権付与を求めている。彼は香港・マカオの一国二制度がチベットにとって最善の制度だとして、暴力を伴う抵抗運動に否定的な見解を示している。
チベット亡命政府首相としては400ドル（日本円で約3万円）の月給しか受け取っておらず、これはインド全体の平均月収の3万ルピー（日本円で約4万5,000円）と比べてもきわめて低いが、本人は亡命政府首相としての職務に情熱を燃やし、収入についてはまったく問題とはしていない。

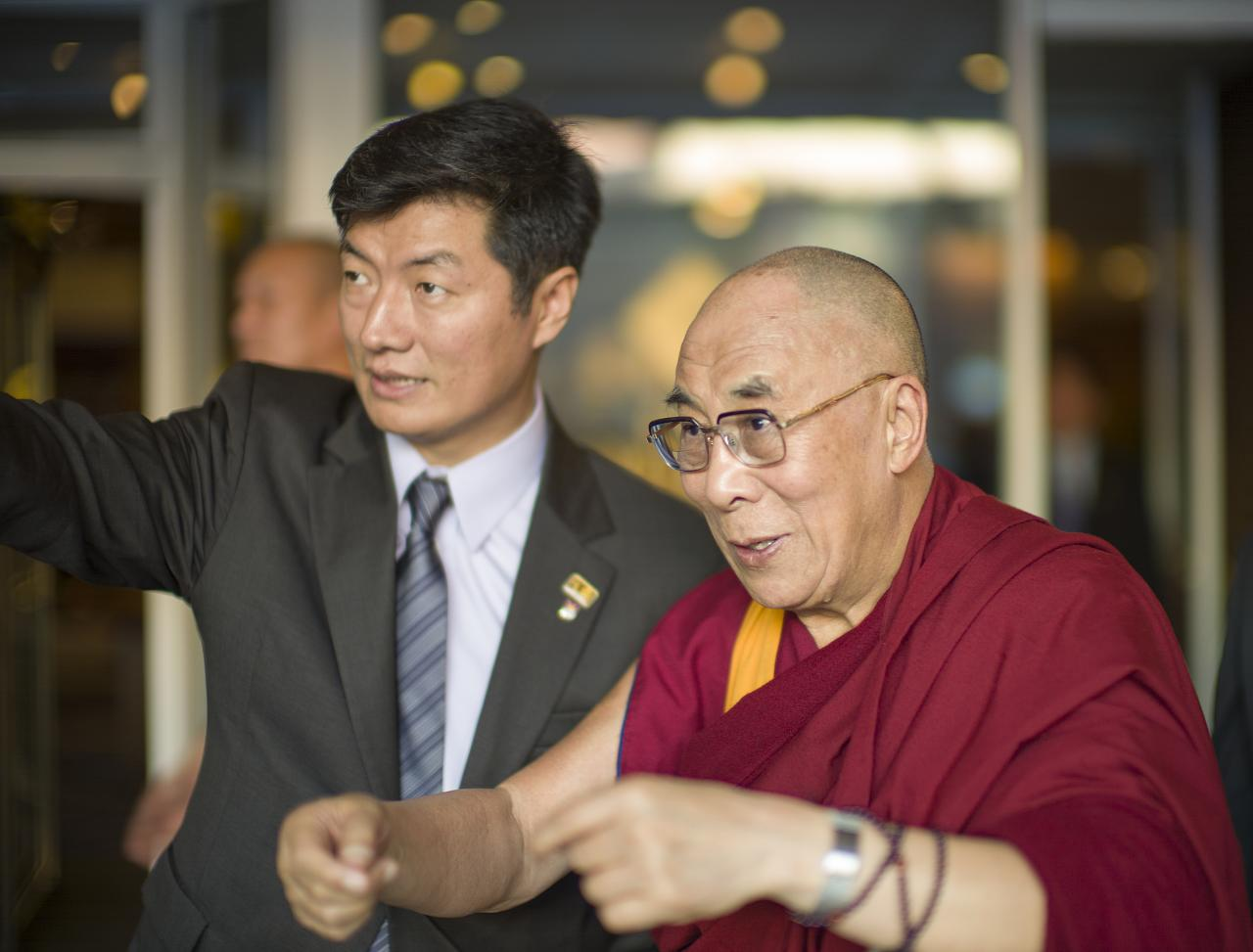
ロブサン・センゲとダライ・ラマ14世（2012年10月15日）

2012年3月31日、初のアジア外遊となる日本訪問を行った。日本滞在中の記者会見で、国際社会が中国との経済関係を優先してチベット問題の解決を求められない現状に懸念を表明した。
9月20日、第15期チベット亡命政権議会は「亡命チベット人憲章」を改訂し、それまでの主席大臣（カロン・ティパ）という称号を「政治最高指導者」（シキョン。摂政とも訳される）と改めた。ロブサン・センゲはチベット亡命政府の初代の「政治最高指導者（シキョン）」となったことになる。
12月17日、日本の第46回衆議院議員総選挙で自民党が勝利したことについて声明を発表。声明では、「チベット人を代表して、安倍晋三氏を祝福し、日本の次期首相としての幸運を祈りたい。チベット人の民主主義と非暴力の戦いに対する日本人と日本政府の長期にわたる支えに感謝する」としている。
2013年3月10日、チベット民族蜂起記念日54周年に合わせ「中国がチベット問題を迅速に解決することが、他の自由を求める闘争に対する模範となるだろう」と声明を発表し、犠牲になったチベット人のために祈りを捧げた。
2015年3月10日、チベット民族蜂起記念日56周年に際して声明を発表し、「ラサ市のチベット人が"ゲットー"に追いやられている」とチベットの現状を指摘した。
2016年4月27日、首相選挙で57%を得票して再選を果たした。
2018年2月20日、日本チベット国会議員連盟の招きで日本の国会内で講演し、「自治」をめぐってのチベットと中国の対話について支援を呼び掛けた。
2020年11月20日にアメリカ政府の招待を受けホワイトハウスを訪問。チベット亡命政府首相がホワイトハウスを訪れたのはこれが初である。
2021年5月26日、チベット亡命政権首相の任期満了により退任。翌27日、ペンパ・ツェリン新首相が就任し、その内閣で情報・国際関係省（外務省）大臣に任命される。 

#### 2011年9月16日組閣のロブサン・センゲ内閣
- 首相兼教育相：ロブサン・センゲ（男性）
- 情報・国際関係（外務）相：デキ・チュヤン（北米地区選出議員・モントリオール大学病院センター建設計画コミュニティー連絡部長、女性）
- 保安相：ドンチュン・ンゴドゥップ（留任、男性）
- 経済相：ツェリン・ドゥンドゥップ（留任、男性）
- 宗教・文化相：ペマ・チュジョル（元保安大臣、男性）
- 内務相：ギャリ・ドルマ（前議会副議長、女性）
- 保健相：ツェリン・ワンチュク（チョゼ・カンサル慈善病院医師、男性）